# 象州话
象州话，又象州官话 (汉语方言) 属桂柳方言，其语法、词彙、文字大體与汉语普通话相同，仅於语音部分存在部分差异。
因地域流行方言的差异，象州境内汉语方言在语音、词彙方面，本身亦存在微小差别。
其中，寺村镇白石村是研究最深入的方言点，主要特点是其入声不见於方誌的城区音系。

## 音系
本节主要参考自张艺兵的系列研究，注意张文中没有出现柳州话高短入声那样常见於桂柳话描写材料的壮粤借词专用声韵调。

### 声母
白石村与城区不计零声母皆共18个声母。
| 非咝音表 | 不送氣塞 | 送氣塞 | 鼻音 | 呼音   | 近音 | 開合對立 |
| -------- | -------- | ------ | ---- | ------ | ---- | -------- |
| 前區     | p 不     | pʰ 撲  | m 目 | f 佛   |      | 無       |
| 中區     | t 搭     | tʰ 榻  | n 捺 |        | l 辣 | 無       |
| 後區     | k 革     | kʰ 克  | ŋ 扼 | x~h 黑 | ∅ 而 | 有       |

| 咝音表 | 不送氣塞音 | 送氣塞音 | 擦音 | 開合對立         |
| ------ | ---------- | -------- | ---- | ---------------- |
| 前     | ts 孜      | tsʰ 雌   | s 師 | 合口來自知系超前 |
| 後     | tʃ 之      | tʃʰ 痴   | ʃ 施 | 系統對立         |

基本特點有：
古全濁聲母今塞音（含塞擦音）平聲送氣 (98.4%) 仄聲不送氣 (上(中古前期)84%、去90%、入77%)，是官話的主流類型。
微喻基本全混（零聲母合口呼）。為體現次濁動向以下均舉喻母賅影母（今ŋ聲母開口呼與零聲母）。
日喻基本全混（零聲母齊撮兩呼，日母有91%如此），如日一i，如魚y。
疑喻洪音全混（今開口呼多ŋ，其他為零聲母。），如襖咬ŋau，偽位uəi，但如《西儒耳目資》般甚至殘留少量介音對立，如危ŋuəi≠唯uəi。
疑母今細音跟其他南系官話一樣有明顯少量字混入泥母（古疑母不計洪細有11%），如宜尼ni≠夷i，嚴年nian≠延ian。
匣喻基本不混，如形xiŋ: 迎iŋ。
此外，中古知系字在象州話基本讀tʃ組，但有一批字系統地讀ts組，以韻圖二等內轉（這裡也包含梗攝）為主：
師獅螄士仕事輜錙滓芻雛阻詛所縐鄒驟搜餿襯虱岑森澀瑟睜省窄宅擇澤責仄冊策側廁測色縮
止攝等內轉的莊章對立基本合乎南京型，但這種格局跟《西儒耳目資》一樣還只是在中間階段，即仍有部分韻圖二等內轉字未併入精組。

### 韵母
白石村有38个韵母。方誌的36个未经详列，可能是漏收肉、锐两个韵母。
|        | 开尾     | 开尾       | 开尾      | 开尾       | 开尾        | 元音尾     | 元音尾     | 元音尾     | 元音尾     | 鼻音尾     | 鼻音尾    | 鼻音尾     | 鼻音尾       | 鼻音尾       | 鼻音尾     |
| ------ | -------- | ---------- | --------- | ---------- | ----------- | ---------- | ---------- | ---------- | ---------- | ---------- | --------- | ---------- | ------------ | ------------ | ---------- |
| 开口呼 | [ɿ] 師資 | [u] 募叔   | [a] 沙煞  | [ɤ~ə] 二格 |             | [ai] 代介  | [ə̞i] 悲催  | [au] 冒燒  | [ə̞u] 茂收  | [an] 班山  | [o̞n] 搬卵 | [aŋ] 商亢  | [ə̞n] 遵襯    | [əŋ] 烹秤    | [oŋ] 塳充  |
| 合口呼 |          | [u] 募叔   | [ua] 耍刷 | [o̞] 哥國   |             | [uai] 搋外 | [uə̞i] 吹回 |            |            | [uan] 官宦 | [o̞n] 搬卵 | [uaŋ] 霜狂 | [uə̞n] 坤橫   | [uə̞n] 坤橫   | [oŋ] 塳充  |
| 齐齿呼 | [i] 施失 | [yu~iu] 肉 | [ia] 丫押 | [io̞] 榷若  | [(i)e] 些涉 |            |            | [iau] 小巧 | [iə̞u] 丟九 | [ian] 煽柬 |           | [iaŋ] 匠江 | [i(ə)n] 趁林 | [iŋ] 金陵    | [ioŋ] 匈勇 |
| 撮口呼 | [y] 舒述 | [yu~iu] 肉 |           | [io̞] 榷若  | [ye~ø] 靴說 |            | [yə̞i] 蕊銳 |            |            | [yan] 拴沿 |           |            | [y(ə)n] 春永 | [y(ə)n] 春永 | [ioŋ] 匈勇 |

#### 介音特點
開二見系，效咸山江攝今多讀齊齒呼。但蟹攝失去二等介音，如 介丐kai 膠嬌kiau。桂柳共性。
端系排斥合口呼但不排斥撮口呼與韻母u，如兌təi，尊tsən，堵tu，宣syan≠先sian，需sy≠西si。桂柳多數地方除on>uan外亦如此。
知三章保留一定量的齊撮兩呼讀法，如搧ʃian≠山ʃan。與柳州話同介於完全讀開合兩呼的桂林話與只有蟹止通合讀開合兩呼的賓陽官話之間。

#### 韻基特點
無-m -p -t -k -ʔ，如兼肩kian, 濕失ʃi。其他桂柳話特別是柳州與偏南的縣份有不系統的零星外借。
-n -ŋ基本如普通話和《西儒耳目資》般對立，在西南官話即使桂柳話中也異常罕見，又見於邕寧、武鳴等少數點的官話。
近古寒山部與先天部成為一部，如艱肩kian。其他桂柳話雖然洪細音值差別更明顯但也合乎此種互補。
中古桓韻部半數獨立（幫端系多，見系不然），介於完全不獨立的柳州話與非常獨立的賓陽官話之間，如半pon≠扮pan，官觀kuan。

### 声调
具备明末西儒耳目资等通语材料的特点：平分阴阳、浊上归去、去入无清浊分调。其他桂柳话在此基础上入派阳平。對比可知白石村話五個調類及調值與明末音階材料顯示的官話調值比較相似。
| 調類 | 例字                 | 象州五度調值 | 明末五度調值 |
| ---- | -------------------- | ------------ | ------------ |
| 陰平 | 威冤雍操欺俘肌波揩鳩 | 44           | 44           |
| 陽平 | 微鉛庸曹期扶奴皮牙禾 | 31~21        | 11           |
| 上聲 | 萎遠冗草起府紀跛楷久 | 53~52        | 53           |
| 去聲 | 偽院用糙企婦技播慨究 | 24~23        | 24           |
| 入聲 | 末月育八乞佛及剝木入 | 13~213       | 12           |

## 构词特点
单音节名词常贯以词缀“子”，使名词显得节奏更为完整，便于记忆，如“钉子”“镜子”；
受粤语与壮语的渗透，如“地堂”（打穀场）、“人公仔”（连环画）。

## 熟语
以歇后语最为生动。喻意类如“五分钱鸭头——得把嘴”（只会空谈）；谐音类如“十八妹咳嗽——没得痰（谈）”。